# Улица Ильюшина (Санкт-Петербург)
Улица Илью́шина — улица в Приморском районе Санкт-Петербурга. Проходит от Комендантской площади до Планерной улицы.

## История
Название было присвоено улице 9 марта 1987 года (по другой информации — 23 февраля) в честь советского авиаконструктора Сергея Владимировича Ильюшина.

## Описание
Протяжённость улицы — 1,3 километра, ширина — около 50 метров. На участке от Комендантской площади до проспекта Авиаконструкторов проезжие части разделены широким газоном с трамвайными путями, на участке от проспекта Авиаконструкторов до Планерной улицы — узкой разделительной полосой и забором. Застройка улицы началась в конце 1980-х годов и преимущественно сформирована многоэтажными домами. На улице Ильюшина расположены ГИБДД Приморского района (д. 18), РУВД (д. 18А), пожарная часть.
В 1995 году компания «Четвертый трест» приобрела дом 15, корпус 2 в собственность вместе с проживающими в нем жильцами. В середине 1990-х годов около ста жителей Санкт-Петербурга были переселены по программе улучшения жилищных условий в дом 15, корп. 2, где получили постоянную регистрацию. В конце 2000-х годов «Четвертый трест» начал выселение жителей в судебном порядке.

## Транспорт
В 1988 году на участке от Комендантской площади до проспекта Авиаконструкторов было открыто трамвайное движение по линии, в частности, связавшей улицу со станцией метро «Пионерская». Также использовались троллейбусные и автобусные маршруты, связывающие Комендантскую площадь со станцией метро «Пионерская», с 1999 года — со станцией метро «Старая Деревня». В 1999 году по Стародеревенской улице открылось трамвайное движение по линии, идущей к станции метро «Старая Деревня». В 2005 году у Комендантской площади открылась станция метро «Комендантский проспект», часть автобусных маршрутов была перенесена на участок улицы Ильюшина от Комендантской площади до проспекта Авиаконструкторов.

## В культуре
В доме № 11 по этой улице проходили съёмки телесериала «Осторожно, модерн! 2».

## Пересечения и примыкания
- Комендантская площадь (Гаккелевская улица, Комендантский проспект, улица Уточкина, проспект Испытателей)
- проспект Авиаконструкторов
- Планерная улица